# Ototyphlonemertes pellucida
Ototyphlonemertes pellucida är en djurart som tillhör fylumet slemmaskar, och som beskrevs av Ernest F. Coe 1943. Ototyphlonemertes pellucida ingår i släktet Ototyphlonemertes och familjen Ototyphlonemertidae. Inga underarter finns listade i Catalogue of Life.